# Delta Dore
Pour l’article homonyme, voir Delta-DOR.
Delta Dore  est un groupe technologique et industriel français, pionnier du logement connecté.
C’est en 1970, à mi-chemin entre Rennes et Saint-Malo, où se trouvent toujours le siège et le principal outil de production du groupe, que Joël Renault et sa femme Monique fondent la société Delta Dore. Celle-ci propose alors de la sous-traitance en électronique et en télécommunications. 3 ans plus tard, l’entreprise fait évoluer son activité pour concevoir et vendre des produits relatifs aux économies d’énergie, afin de faire face à la crise pétrolière. Dès sa création, Delta Dore se place en pionnier du smart grid en lançant son premier « délesteur ». Cette solution, destinée aux nombreux foyers équipés de chauffage électrique, module le chauffage dans le temps afin de ne pas dépasser une puissance prédéfinie. Ainsi, Joël Renault fait partie des inventeurs du concept de domotique, qui émerge dans les années 80. Il est d’ailleurs le premier à proposer, en juin 1989, un chauffage pilotable à distance par téléphone, baptisé Typhone 1.
En 2015, le groupe est précurseur sur le segment de la Smart Home avec le lancement de son produit phare Tydom, un petit boitier (une box) qui permet de rendre tous les produits Delta Dore connectés, y compris les installations existantes, et équipe déjà plusieurs centaines de milliers de logements. Cette vision pionnière a permis dans un premier temps à cette pépite technologique et industrielle française de se faire un nom dans le pilotage des énergies et du confort, avant de s’imposer comme un acteur clé des solutions pour la maison connectée.
Aujourd’hui, Delta Dore fabrique chaque année 5 millions de produits en Europe (France et Allemagne) pour permettre aux particuliers d’améliorer leur confort de vie tout en contribuant à la transition énergétique, avec des solutions connectées, accessibles et simples d’utilisation qui répondent aux besoins de la vie quotidienne. 

## Histoire
- 1970 : création de l'entreprise en Bretagne
- En 1975, l'« entreprise familiale de taille intermédiaire » lance ses premiers délesteurs, thermostats et régulateurs de chauffage. Elle devient progressivement leader dans ce créneau, favorisée par les crises de l'énergie et les programmes de lutte contre le gaspillage énergétique, contre les émissions de gaz à effet de serre et pour l'efficacité énergétique
- En 1987, création d'une filiale en Espagne
- En 2000, le groupe se lance dans les systèmes d’alarmes en rachetant Talco. Il ouvre aussi une filiale en Allemagne
- En 2004, développement de la domotique pour l'habitat
- En 2008, un directoire est créé présidé par Marcel Torrents avec un conseil de surveillance présidé par Joël Renault. Le groupe achète « Trilogie » et « Énergie système » spécialisé dans la maîtrise de la demande énergétique (MDE) dans le secteur tertiaire
- En 2009, la société crée une filiale en Chine[5]
- En 2010 : Valérie Renault-Hoarau (fille du couple fondateur) devient directrice générale
- En 2011, l'entreprise ouvre deux filiales (Royaume-Uni, Singapour) ; elle fait cette année-là 121 millions d'euros de chiffre d'affaires et signe une convention de partenariat avec EDF sur le pilotage des énergies dans le bâtiment
- En 2013, le président de l'entreprise est appelé par le Gouvernement pour copiloter avec Jacques Pestre (DG adjoint de Saint-Gobain Distribution) le plan « Rénovation thermique » qui fait suite aux lois Grenelle et à la conférence environnementale et qui est aussi l'un des 34 plans de relance industriels pour la France, lancés le 12 septembre 2013 par Arnaud Montebourg et François Hollande[6]
- En 2014, l'entreprise a aussi acquis la start-up Lifedomus de Sainghin-en-Mélantois, spécialisée dans la maison connectée haut de gamme[7].
- En 2015, la société lance l'offre Tydom maison connectée. Cette offre permet de gérer ses équipements domotiques de la marque ainsi que ceux de ses partenaires via une application disponible sur smartphone et tablette. L'entreprise prendra des participations dans la start-up Kiwatch à Orvault spécialisée dans les solutions et services de vidéosurveillance[8].
- En mai 2018, Delta Dore reprend une unité de production de moteurs de volets roulants à Revin, dans les Ardennes[9].
- Le 1er juin 2018, Pascal Portelli est nommé Président du Directoire[10].
- En juillet 2018, l'entreprise regroupe ses activités de production électronique et de logistique à Bonnemain et à Tinténiac[11].
- Le 5 février 2019, Lifedomus est fusionnée avec Delta Dore[réf. souhaitée].
- Le 24 juin 2021, Delta Dore annonce le rachat de l'industriel allemand Rademacher et se renforce sur le marché Européen[12].
- Le 22 mai 2023, le groupe Delta Dore lance HomePilot, une marque BtoC de solutions Smart Home.